# 埃克尼斯
埃克尼斯是德国石勒苏益格－荷尔斯泰因州的一个市镇。总面积8.00平方公里，总人口207人，其中男性103人，女性104人（2011年12月31日），人口密度26人/平方公里。